# Campionati europei di badminton 1974
I Campionati europei di badminton 1974 si sono svolti a Vienna, in Austria. È stata la 4ª edizione del torneo dalla Badminton Europe.

## Podi
| Evento              | Oro                             | Argento                          | Bronzo                                 |
| Singolare maschile  | Sture Johnsson                  | Thomas Kihlström                 | Derek Talbot                           |
| Singolare maschile  | Sture Johnsson                  | Thomas Kihlström                 | Flemming Delfs                         |
| Singolare femminile | Gillian Gilks                   | Lene Køppen                      | Joke van Beusekom                      |
| Singolare femminile | Gillian Gilks                   | Lene Køppen                      | Margaret Beck                          |
| Doppio maschile     | Willi Braun and Roland Maywald  | Svend Pri and Poul Petersen      | Ray Stevens and Mike Tredgett          |
| Doppio maschile     | Willi Braun and Roland Maywald  | Svend Pri and Poul Petersen      | Elo Hansen and Flemming Delfs          |
| Doppio femminile    | Gillian Gilks and Margaret Beck | Susan Whetnall and Nora Gardner  | Pernille Kaagaard and Ulla Strand      |
| Doppio femminile    | Gillian Gilks and Margaret Beck | Susan Whetnall and Nora Gardner  | Joke van Beusekom and Marjan Luesken   |
| Doppio misto        | Derek Talbot and Gillian Gilks  | Elliot Stuart and Susan Whetnall | Wolfgang Bochow and Marieluise Zizmann |
| Doppio misto        | Derek Talbot and Gillian Gilks  | Elliot Stuart and Susan Whetnall | Mike Tredgett and Barbara Giles        |
| Gara a Squadre      | Inghilterra                     | Danimarca                        | Svezia                                 |

## Medagliere
| Posiz. | Nazione        | Oro | Argento | Bronzo | Totale |
| ------ | -------------- | --- | ------- | ------ | ------ |
| 1      | Inghilterra    | 4   | 2       | 4      | 10     |
| 2      | Svezia         | 1   | 1       | 1      | 3      |
| 3      | Germania Ovest | 1   | 0       | 1      | 2      |
| 4      | Danimarca      | 0   | 3       | 3      | 6      |
| 5      | Paesi Bassi    | 0   | 0       | 2      | 2      |
| Totale | Totale         | 6   | 6       | 11     | 23     |